# Thrinchostoma
Thrinchostoma is een geslacht van vliesvleugelige insecten van de familie Halictidae.

## Soorten
- T. aciculatum Blüthgen, 1928
- T. afasciatum Michener, 1978
- T. albitarse Blüthgen, 1933
- T. asianum Sakagami, Kato & Itino, 1991
- T. assamense Sladen, 1915
- T. atrum Benoist, 1962
- T. bequaerti Blüthgen, 1930
- T. bibundicum (Strand, 1910)
- T. bicometes (Enderlein, 1903)
- T. bryanti Meade-Waldo, 1914
- T. conjungens Blüthgen, 1933
- T. emini Blüthgen, 1930
- T. flaviscapus Blüthgen, 1926
- T. fulvipes Blüthgen, 1933
- T. fulvum Benoist, 1945
- T. guineense Blüthgen, 1930
- T. kandti Blüthgen, 1930
- T. lemuriae Cockerell, 1910
- T. lettowvorbecki Blüthgen, 1930
- T. macrognathum (Friese, 1914)
- T. malelanum Cockerell, 1937
- T. millari Cockerell, 1916
- T. mwangai Blüthgen, 1930
- T. nachtigali Blüthgen, 1930
- T. nigrum Pauly, 2001
- T. obscurum Blüthgen, 1933
- T. orchidarum Cockerell, 1908
- T. othonnae Cockerell, 1908
- T. perineti Benoist, 1962
- T. petersi Blüthgen, 1930

- T. productum (Smith, 1853)
- T. renitantely Saussure, 1890
- T. rubrocinctum Benoist, 1957
- T. sakalavum Blüthgen, 1930
- T. serricorne Blüthgen, 1933
- T. silvaticum Blüthgen, 1930
- T. sjoestedti (Friese, 1909)
- T. sladeni Cockerell, 1913
- T. telekii Blüthgen, 1930
- T. tonkinense Blüthgen, 1926
- T. torridum (Smith, 1879)
- T. ugandae Blüthgen, 1930
- T. umtaliellus (Cockerell, 1937)
- T. umtaliense Cockerell, 1936
- T. undulatum Cockerell, 1936
- T. wellmani Cockerell, 1908
- T. wissmanni Blüthgen, 1930